# Apostolos Georgiades

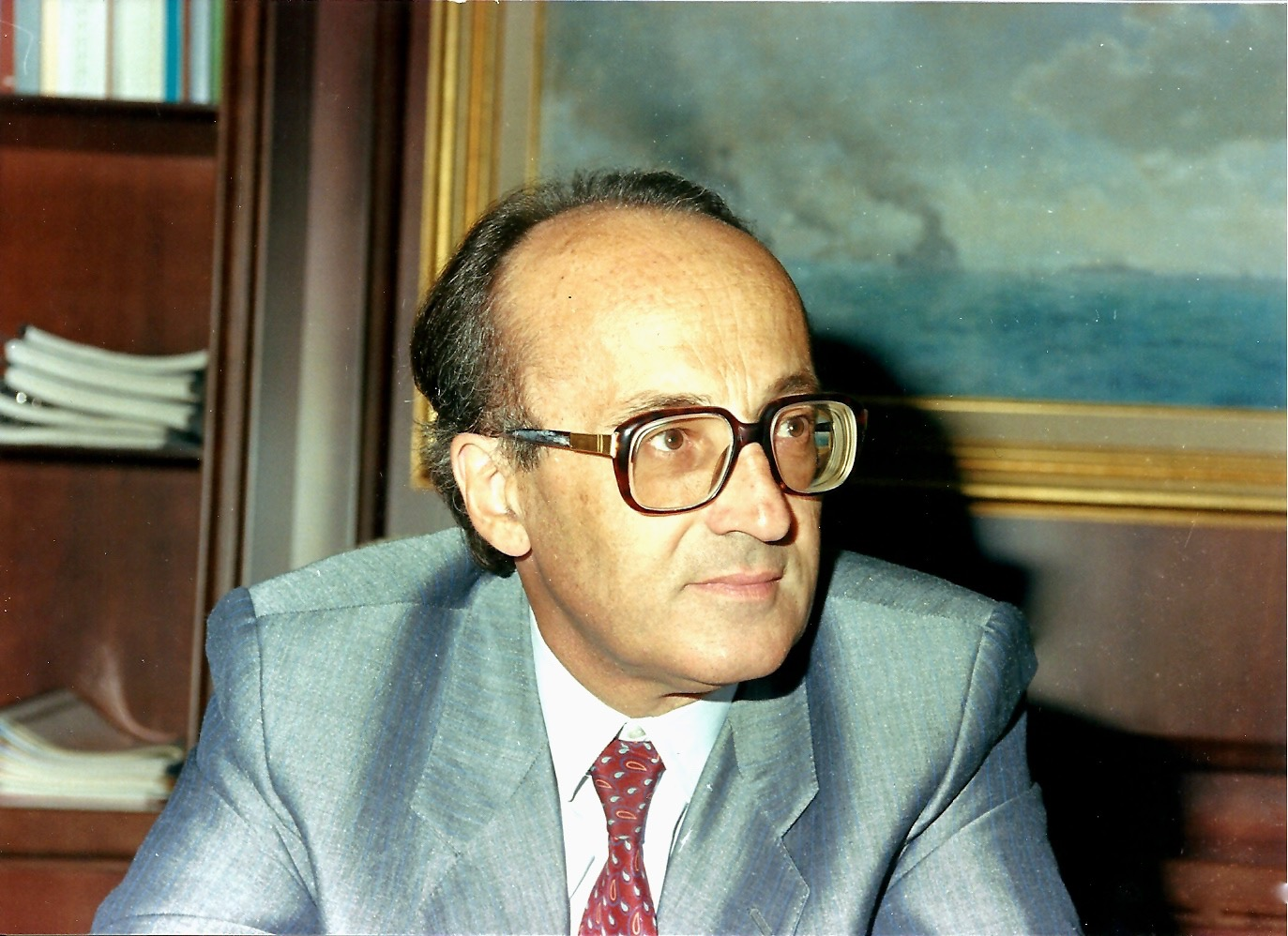
Apostolos Georgiades 2015

Apostolos Georgiades (griechisch Απόστολος Γεωργιάδης Apostolos Georgiodis, * 5. März 1935 in Kalamata) ist ein griechischer Jurist, der auch in Deutschland gewirkt hat.

## Leben
Apostolos Georgiades studierte Rechtswissenschaften in Athen und setzte sein Aufbaustudium als Stipendiat des griechischen Staates in Göttingen, Kiel und München fort. Im Jahre 1962 promovierte er summa cum laude an der Ludwig-Maximilians-Universität mit einer Arbeit über Die Eigentumsanwartschaft beim Vorbehaltskauf – Zur Theorie der dinglichen Anwartschaften. Mit der Unterstützung der Alexander von Humboldt-Stiftung und der Deutschen Forschungsgemeinschaft habilitierte er in München bei Karl Larenz mit einer Arbeit über Die Anspruchskonkurrenz im Zivilrecht und Zivilprozeßrecht und erhielt die Lehrbefugnis für die Fächer Zivilrecht, Zivilprozessrecht, internationales Privatrecht und Rechtsvergleichung. An der juristischen Fakultät der Universität München lehrte Geōrgiadēs bis Ende 1973. Dann wurde er auf einen Lehrstuhl für Zivilrecht an der juristischen Fakultät der Universität Athen berufen, wo er bis zu seiner Emeritierung im Jahre 2002 wirkte.

## Wirken
In Griechenland gilt Apostolos Georgiades als einer der bedeutendsten Zivilrechtslehrer und Privatrechtsdogmatiker. Er hat über Jahrzehnte alle Fächer des Zivilrechts sowohl an der Athener Universität als auch (als Gastprofessor) an anderen Hochschulen des Landes gelehrt. Mit seinen Schriften und Büchern hat er zur Auslegung und Fortbildung des griechischen und des europäischen Privatrechts beigetragen. Nach seiner Emeritierung gründete er mit Fachkollegen die Anwaltskanzlei Apostolos Georgiades & Associates.

## Auszeichnungen
- 1999: Ehrenpräsident der Vereinigung griechischer Zivilrechtler
- 2000: Ordentliches Mitglied der Akademie von Athen
- 2002: Ehrendoktor der Universität von Thrazien
- 2005: Ehrenprofessor der Universität Athen
- 2008: Ehrendoktor der Universität Thessaloniki
- 2014: Orden «Grand Commandeur de l’ordre de l’honneur».

## Publikationen (Auswahl)
- Die Eigentumsanwartschaft beim Vorbehaltskauf. J. C. B. Mohr (Paul Siebeck), Tübingen 1963.
- Die Anspruchskonkurrenz im Zivilrecht und Zivilprozeßrecht. C. H. Beck, München 1968.
- Optionsvertrag und Optionsrecht. Festschrift für Karl Larenz zum 70. Geburtstag, 1973.
- Vereinbarungen zwischen Partnern einer nichtehelichen Lebensgemeinschaft. Festschrift für Dagmar Coester-Waltjen. 2015.

### Veröffentlichungen zum griechischen Recht
- Allgemeiner Teil des Zivilrechts, 4. Auflage, 2012.
- Schuldrecht, Allgemeiner Teil, 2. Auflage, 2015.
- Schuldrecht, Besonderer Teil, in 2 Bänden, 2004 und 2006.
- Sachenrecht, 2. Auflage, 2010.
- Familienrecht, 2014.
- Erbrecht, 2. Auflage, 2013.
- Neue Vertragsformen (Leasing, Factoring, Franchising, Consulting, Know-how, Time-sharing, Forfaiting), 6. Auflage, 2015.
- Großkommentar zum grZGB in zehn Bänden (Hrsg. gemeinsam mit M. Stathopoulos), 1978–2003.
- Kurzkommentar zum grZGB in zwei Bänden (Hrsg.), 2010–2013.
- Die Sicherung der Kredite, 2. Auflage 2008.

| Personendaten    | Personendaten         |
| ---------------- | --------------------- |
| NAME             | Georgiades, Apostolos |
| KURZBESCHREIBUNG | griechischer Jurist   |
| GEBURTSDATUM     | 5. März 1935          |
| GEBURTSORT       | Kalamata              |